# Питксаар, Калью
Ка́лью Августович Пи́тксаар (эст. Kalju Pitksaar, 18 мая 1931, Таллин — 26 сентября 1995, Таллин) — эстонский шахматист, чемпион Эстонии по шахматам (1957). Международный мастер ИКЧФ (1996).

## Биография
В 1947 году в возрасте 16 лет впервые принял участие в чемпионате Эстонии по шахматам. В чемпионатах Эстонии по шахматам завоевал золотую (1957) и 2 серебряные медали (1951, 1958). В 1950 году занял второе место на традиционном турнире в Пярну. В 1952 году победил на первенстве Прибалтики по шахматам. В четвертьфинале чемпионата СССР по шахматам 1952 года в Краснодаре поделил 2—3 место. В 1958 году играл в составе сборной Эстонии на командном первенстве СССР по шахматам, где команда Эстонии заняла высокое четвёртое место.
В том же году шахматная карьера Питксаара внезапно оборвалась — он был дисквалифицирован с формулировкой «улучшить своё поведение». Более 20 лет Питксаар не участвовал в шахматных соревнованиях. Только в 1981 году он вернулся и победил в чемпионате Таллина.
Активно выступал в заочных соревнованиях. Завоевал малую золотую медаль 7-го командного чемпионата СССР за лучший результат на 9-й доске (13 из 16, 1—2 места с представителем Латвийской ССР А. Скуей). Участвовал в полуфинале шахматной олимпиады по переписке (1992—1996). Звание международного мастера ИКЧФ получил посмертно.